# Фондо
Фо̀ндо (на италиански: Fondo; на ладински: Fon, Фон) е село и община в Северна Италия, автономна провинция Тренто, автономен регион Трентино-Южен Тирол. Разположено е на 982 m надморска височина. Населението на общината е 1436 души (към 2017 г.).